# Josef Maleček
Josef Maleček, češki hokejist, * 18. junij 1903, Praga, † 26. september 1982, Bayport, New York, ZDA.
Maleček, ki je igral na položaju napadalca, je večino kariere igral za HK Sparta Praga v češkoslovaški ligi, s katerim je osvojil šest državnih naslovov, dvakrat je bil tudi najboljši strelec lige. Za češkoslovaško reprezentanco je igral na treh olimpijskih igrah, več svetovnih prvenstvih, kjer je bil dobitnik dveh srebrnih medalj, ter petih Evropskih prvenstvih, kjer je bil dobitnik treh zlatih ter po ene srebrne in bronaste medalje. Za reprezentanco je nastopil na 107-ih tekmah, na katerih je dosegel 114 golov.